# 十六人裁判

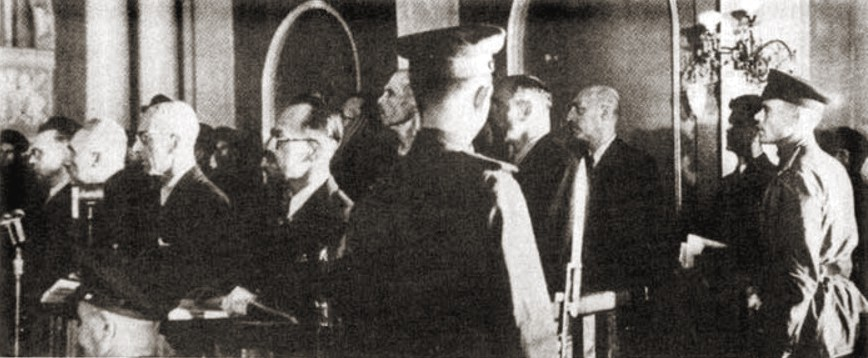
裁判の様子

十六人裁判（ポーランド語: Proces szesnastu）とは、1945年6月に開かれた、国内軍や文民の有力者を含む、第二次世界大戦中のポーランド独立運動の指導者16人に対する見せしめの裁判。被告らは、「ポーランドに挙国一致の新政府を樹立する計画」への参画を打診されてモスクワに招待されたが、直後に内務人民委員部に逮捕され、裁判の結果「ソビエト連邦に対する武装蜂起を企てた」かどで「有罪」判決を受けた。

## 経緯
ポーランド亡命政府国内代表部(pl）と国民統一評議会(pl）の大半の議員、そして国内軍の最高指揮官がヨシフ・スターリンの同意のもと、ソ連内務人民委員代理のイワン・セーロフによって「招待」された。「招待」の口実はソビエト連邦傀儡のポーランド臨時政府を樹立することであった。その時期は1945年の2月であったとも、3月であったともいわれている。
彼らは身の安全の保証を条件に出席したが、結局3月27日から28日にかけて全員が内務人民委員部によって逮捕された。レオポルト・オクリツキ(pl）、ヤン・スタニスワフ・ヤンコフスキ(pl）、そしてカジミェシュ・プジャク(pl）が27日に、他の12人も翌日に逮捕された。アレクサンデル・ズヴェジンスキ(pl）はそれより早く逮捕されていた。彼らはルビャンカで取り調べを受けるため、モスクワに護送された。数ヶ月に及ぶ無慈悲な取り調べと拷問の末、16人は以下の捏造された罪状によって起訴された。
- ナチス・ドイツとの協力[11][12]
- 諜報活動と 赤軍背後における破壊活動[12]
- テロリズム[12]
- ナチス・ドイツとの軍事的協力の画策[12]
- ラジオ送信機、印刷機、および武器の所持[12]
- ソビエト連邦に反対する 宣伝活動[12]
- 地下抵抗組織への所属[12]

裁判は1945年6月18日から21日にかけて外国の報道機関とイギリス、アメリカ合衆国からの立会人が参加して行われた。日程はポーランドのソビエト傀儡政府樹立に向けた会議と重複するように選ばれた。
16人の指導者らが誘拐されると、ポーランド亡命政府は直ちにロンドンとワシントンを通じて抗議声明を発表し、16人の解放を要求した。ほどなくソ連は「声明はファシスト・ポーランドのハッタリにすぎない」と応酬した。5月3日、ソ連はとうとう16人を逮捕したことを認めたが、ハリー・S・トルーマンに遣わされたアメリカ政府の特使ハリー・ホプキンスに対して、スターリンは「十六人裁判はポーランドにソビエト傀儡政権を打ち立てるための陰謀ではありません。その証拠に、被告らの量刑は大したものにはなりませんから。」と釈明した。結局、イギリス・アメリカ両政府はこの説明を受け入れた。
1人を除く全員の被告が根拠のない罪状を認めさせられ、6月21日には判決が言い渡された。国際法に照らせば、この裁判は非合法なものだった。ソビエト連邦は外国の市民を誘拐し、外国で犯された犯罪をでっち上げて裁判にかけた。被告らは基本的人権を完全に無視され、拷問にかけられた。被告の1人、レオポルト・オクリツキの証人たちは法廷に入ることを許されなかったが、この措置はソビエト連邦の国内法にも違反していた。

## 被告一覧
- ヴァシリー・ウルリヒ(裁判長) - 大粛清の際に主要な役割を果たしたことで知られる。

1. レオポルト・オクリツキ(pl）(国内軍最高指揮官) - 懲役10年[13][15]。しかし、1946年のクリスマス・イブに殺害されたか、あるいはハンガー・ストライキで体調を崩して死亡したとされている[13]。
2. ヤン・スタニスワフ・ヤンコフスキ(pl）(ポーランド副首相、ポーランド亡命政府国内代表部(pl）代表) - 懲役8年[13][15] 。刑期満了の2週間前、1953年3月13日に殺害されたとみられる[13]。
3. アダム・ビェン(pl）(ポーランド亡命政府国内代表部第一副代表) - 懲役5年[15]。
4. スタニスワフ・ヤシュコヴィチ(pl）(ポーランド亡命政府国内代表部副代表) - 懲役5年[15]。
5. カジミェシュ・プジャク(pl）(国民統一評議会(pl）議長、ポーランド社会党「自由・平等・独立」(pl）代表) - 懲役1年6ヶ月[13][15]。1945年11月釈放、ポーランドに戻るが国外追放を拒否し、ポーランド秘密警察(pl）により1947年再逮捕。10年の懲役を言い渡され、1950年4月30日獄死。
6. アレクサンデル・ズヴェジンスキ(pl）(国民統一評議会副議長、国民党(pl）幹部会議長) - 懲役8ヶ月[15]。
7. カジミェシュ・バギンスキ(pl）(国民統一評議会副議長、農民党「農民抵抗運動」(pl）代表) - 懲役1年[15]。釈放後、アメリカ合衆国に亡命した。
8. エウゲニウシュ・チャルノフスキ(pl）(国民統一評議会議員、民主連合(pl）代表) - 懲役6ヶ月[15]。
9. ユゼフ・ハチンスキ(pl）(国民統一評議会議員、労働党(pl）本国代表) - 懲役4ヶ月[15]。
10. スタニスワフ・ミェジュヴァ(pl）(国民統一評議会議員、農民党の活動家) - 懲役4ヶ月[15]。
11. ズビグニェフ・スティプウコフスキ(pl）(国民統一評議会議員、右派の国民軍(pl）の上部団体「臨時国民政治協議会」(pl）書記長) - 懲役4ヶ月[15]。釈放後イギリスへ亡命。
12. フランツィシェク・ウルバンスキ(pl）(国民統一評議会議員、労働党の活動家) - 懲役4ヶ月[15]。
13. スタニスワフ・ミハウォフスキ(pl）(国民統一評議会議員、民主連合(pl）副代表) - 無罪。
14. カジミェシュ・コビランスキ(pl）(国民統一評議会議員、国民党の活動家) - 無罪。
15. ユゼフ・ステムラー(pl）(ポーランド亡命政府国内代表部報道局次長) - 無罪。
16. アントニ・パイダク(pl）(ポーランド亡命政府国内代表部副代表) - 11月に開かれた秘密裁判で懲役5年に処される。1955年釈放。

## 裁判の影響
「呪われた兵士たち（pl）」も参照
イギリスの歴史家ノーマン・デイヴィスは著書Europe at warで、この裁判に対して諸外国の公式な抗議がなかったことを「卑怯だ(obscene)」と批判している。この裁判の結果として、国民統一評議会は指導者の大部分を失い、すぐさま体制の修復が試みられたものの、回復不能な痛手を負った。1945年7月5日を以てアメリカ合衆国とイギリスはポーランド亡命政府への外交上の承認を取り消し、ソ連傀儡の共産政権を承認した。ソビエト連邦とポーランド統一労働者党による弾圧の標的は地下政府の以前のメンバーや国内軍に向かい、国内軍はユゼフ・フランチャク(pl）軍曹が民警機動隊（pl）に射殺された1963年前後までに潰滅へ追い込まれた。